# Mbuji-Mayi flygplats
Mbuji-Mayi flygplats är en flygplats i staden Mbuji-Mayi i Kongo-Kinshasa. Den ligger i provinsen Kasaï-Oriental, i den centrala delen av landet, 900 km öster om huvudstaden Kinshasa. Mbuji-Mayi flygplats ligger 677 meter över havet. IATA-koden är MJM och ICAO-koden FZWA. Mbuji-Mayi flygplats hade 2 060 starter och landningar, samtliga inrikes, med totalt 45 991 passagerare, 8 648 ton inkommande frakt och 1 018 ton utgående frakt 2015.